# Торснесс, Кристен
Кристен Джой Торснесс (англ. Kristen Joy Thorsness; род. 10 марта 1960, Анкоридж) — американская гребчиха, выступавшая за сборную США по академической гребле в 1980-х годах. Чемпионка летних Олимпийских игр в Лос-Анджелесе, трёхкратная серебряная призёрка чемпионатов мира, победительница многих регат национального и международного значения.

## Биография
Кристен Торснесс родилась 10 марта 1960 года в Анкоридже, Аляска. Детство провела на Аляске.
Заниматься академической греблей начала во время учёбы в Висконсинском университете в Мадисоне, состояла в университетской гребной команде «Висконсин Баджерс» и достаточно успешно принимала участие в различных студенческих регатах. Признавалась лучшей гребчихой десятилетия Конференции Big Ten, была второй в списке лучших спортсменок десятилетия. Член спортивного зала славы Висконсинского университета.
Первого серьёзного успеха на взрослом международном уровне добилась в сезоне 1982 года, когда вошла в основной состав американской национальной сборной и побывала на чемпионате мира в Люцерне, откуда привезла награду серебряного достоинства, выигранную в зачёте распашных рулевых восьмёрок — в финале её команду обошёл только экипаж из Советского Союза.
В 1983 году на мировом первенстве в Дуйсбурге вновь стала серебряной призёркой в восьмёрках, снова уступив сборной СССР.
Благодаря череде удачных выступлений удостоилась права защищать честь страны на домашних летних Олимпийских играх 1984 года в Лос-Анджелесе — в составе экипажа, куда также вошли гребчихи Бетси Бирд, Кэрол Бауэр, Джинн Флэнаган, Кэри Грейвз, Кэти Килер, Холли Меткалф, Кристин Норелиус и Ширил О’Стин, обошла всех своих соперниц в восьмёрках, в том числе почти на секунду превзошла ближайших преследовательниц из Румынии, и тем самым завоевала золотую олимпийскую медаль.
После лос-анджелесской Олимпиады Торснесс осталась в гребной команде США на ещё один олимпийский цикл и продолжила принимать участие в крупнейших международных регатах. Так, в 1986 году она выступила на чемпионате мира в Ноттингеме, где заняла четвёртое место в программе восьмёрок.
В 1987 году на мировом первенстве в Копенгагене добавила в послужной список ещё одну серебряную награду, полученную в восьмёрках — в финале была побеждена румынской командой.
Торснесс готовилась к Олимпийским играм 1988 года в Сеуле, однако сюда её взяли лишь как запасную спортсменку, и её участие здесь не потребовалось.
Впоследствии окончила школу юриспруденции и работала юристом в Нью-Йорке. При этом оставалась в гребле как спортивный функционер, состояла в совете директоров Федерации гребного спорта США, участвовала в соревнованиях по гребле в качестве судьи. Позже перешла на преподавательскую работу.